# Viktor Sjödin (ishockeyspelare)
Viktor Fred Sjödin, född 21 april 1988 i Uppsala, är en svensk ishockeyspelare som spelade i Hockeyallsvenskan för Bofors IK och IK Oskarshamn.
Hans moderklubb är Lidingö Vikings HC och som junior spelade han i Västerås IK J20. 2006 blev han draftad av Nashville Predators. Säsongen 2006-2007 gick han till Portland Winter Hawks i den kanadensiska juniorligan WHL.